# Rolabogan
Rolabogan (šp. Rolabogan) je argentinska pop muzička grupa, čiji su članovi glumci iz serija "Buntovnici" i "Utošte".
Članovi grupe su Piru Saes, Horhe Koko Mahio, Belen Belu Skalelja, Fransisko Fran Bas i Marija Fernanda Fer Neil, koji su se već dokazali kao pevači učestvujući na turnejama kolega grupe Erreway kao prateći vokali i plesači.

## Članovi grupe pre Rolabogana
Horhe Bernardo Teodoro Mahio je rođen 2. novembra 1982. u Buenos Ajresu u Argentini. Poznat je argentinski glumac. Glumio je u velikim ostvarenjima Kris Morene, i to uvek značajnije uloge. U seriji "Mali Anđeli" je glumio Fransiska, a u seriji "Buntovnici" Tomasa Eskuru, najboljeg druga Pabla Bustamantea, jednog od glavnih glumaca. Sa grupom Erreway redovno je išao na turneje, gde je uglavnom plesao, a ponekad je pevao i prateće vokale. Sem na televiziji, često radi i u pozorištu. Serija "Utočište" je njegov poslednji televizijski projekat, kada je i postao član grupe Rolabogan.
Marija Fernanda Neil je rođena 19. oktobra 1982. u Argentini. Glumila je u značajnim projetkima Kris Morene, kao što su "Mali Anđeli", gde je glumila sestre Martinu i Fernandu i "Buntovnici", u kojima je glumila sporednu ulogu Fernande Peralte Ramos. U grupi Rolabogan konačno je pokazala svoje glasovne sposobnosti.
Fransisko Bas je rođen 27. januara 1981. u Argentini. Karijeru je započeo u seriji Verano del 98 (1998), još jednoj od serija Kris Morene, sa kojom je nastavio da radi. Glumio je i Fransiska Blanka u seriji "Buntovnici", a 2006. je dobio ulogu Frana u seriji "Utočište" i postao član grupe Rolabogan.
Piru Saes je rođen 20. maja 1983.  godine u Argentini. Njegov prvi glumački poduhvat bila je serija "Buntovnici", u kojoj je glumio Roka. U seriji se pokazao i kao talentovan pevač, tako da je snimio pesmu Yo Soy Asi, koju je često izvodio za vreme koncerata grupe Erreway. Posvetio se svojoj muzičkoj karijeri, a onda je 2006. dobio ulogu Pirua u seriji "Utočište" i postao član Rolabogana. Po mišljenjima mnogih, on je najbolji muški vokal u grupi.
Belen Skalelja je rođena 1982. u Argentini. Karijeru je započela 2002. godine u seriji "Buntovnici", u kojoj je igrala sporednu ulogu Belen Menednes Pačeko. Još tada je pokazala svoje vokalne sposobnosti, ali nije imala prilike da se iskaže. Trudeći se da što više uspe u svetu glume i muzike, dobila je ulogu Belu u seriji "Utočište" i tako postala član grupe Rolabogan. Po mišljenjima mnogih, Belu je jedan od najboljih vokala u grupi.